# Liewen van Aitzema

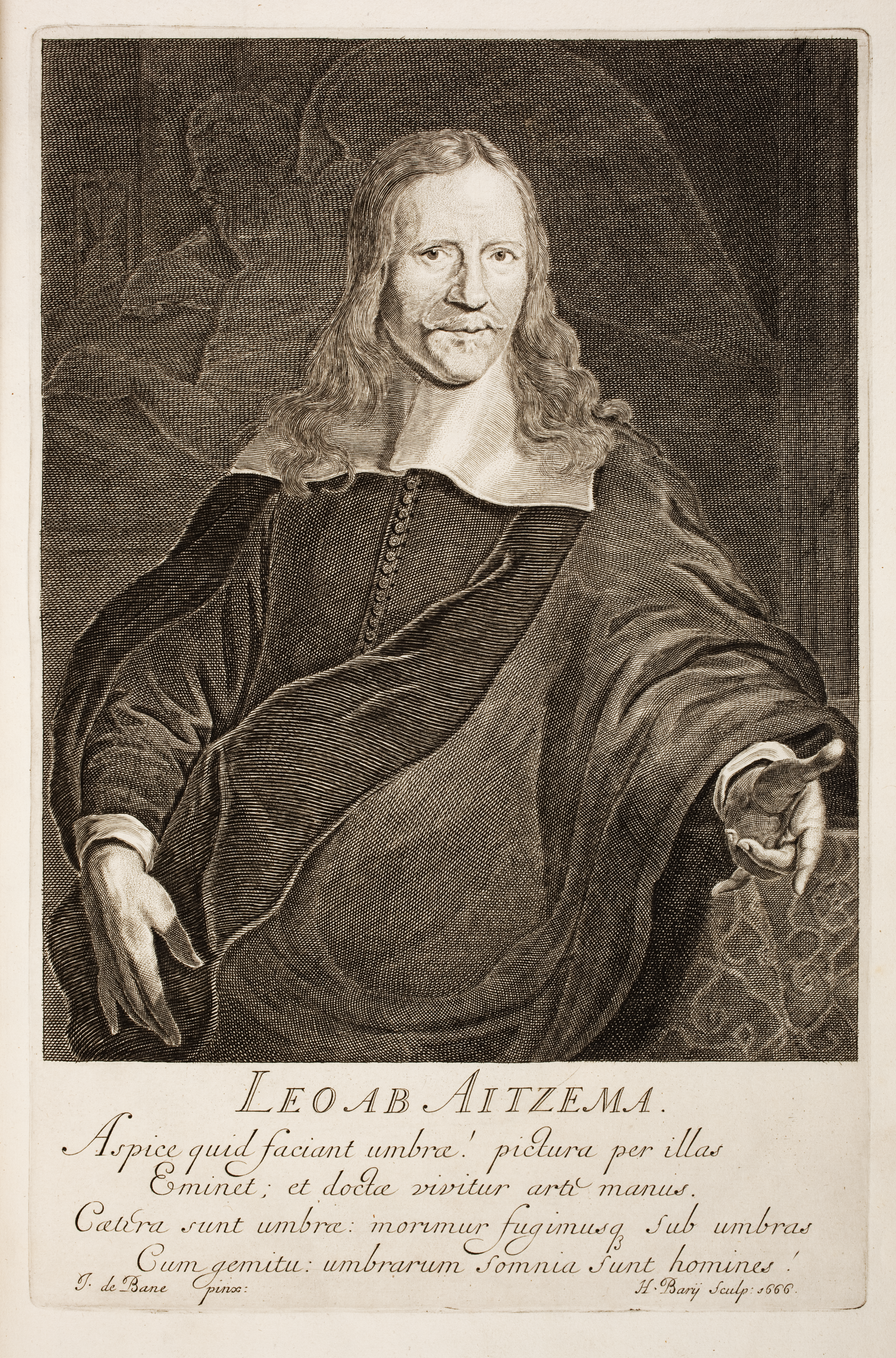
Lieuwe van Aitzema

Liewen van Aitzema, född 19 november 1600 i Dokkum, död 23 februari 1669 i Haag, var en holländsk historieskrivare.
Aitzema var under 30 år resident för hansestäderna i Haag. Eftersom några hansestäder lydde under Sverige stod han från 1645 även i svenska kronans tjänst och åtnjöt därför en årlig pension. Hans ställning blev likväl farlig, sedan Sverige och Holland kommit i spänt förhållande till varandra, och han inte fick någon officiell ställning såsom svensk minister - om vilket han enträget anhöll -, och 1658 sökte han befrielse från sin svenska kommission, emedan han genom denna förlorade förmågan att uträtta något som hanseatisk resident. 
Aitzema uppsamlade och kommenterade en mängd urkunder och aktstycken och utgav en betydande källpublikation till den nederländska historiens mest glänsande period (1621-68): Saken van staet en oorlogh, in ende omtrent de Vereenigde Nederlanden (15 band, 1655-71; sju band, 1669-72), ett arbete, som är av vikt även för Sveriges historia.